# Sin título (Herminio Álvarez)
L'escultura urbana coneguda pel nom Sin título, ubicada al vestíbulo de l'Auditori Príncip Felip, junt a un dels finestrals que dona al carrer Pérez de la Sala, a la ciutat d'Oviedo, Principat d'Astúries, Espanya, és una de les més d'un centenar que adornen els carrers de l'esmentada ciutat espanyola.
L'escultura, feta de fusta de castanyer, és obra d'Herminio Álvarez (escultor), i està datada el 2001.
És una obra d'uns quatre metres d'alçada, cinquanta centímetres de diàmetre i tres-cents quilos, de les que es classifiquen entre les de gran mida, que tant caracteritzen a Herminio. En ella pot veure's la seua preocupació per l'equilibri, i l'espai, el qual queda ocupat per l'obra que amb les seues dimensions capta l'atenció de tots els espectadors.